# Културна еволуција
Културна еволуција, позната и као културна трансмисија или друштвено-културна еволуција, јесте теоријски оквир у антропологији, социологији и другим друштвеним наукама који описује и објашњава дугорочне промене у култури и друштвеним структурама. Овај концепт претпоставља да се културе мењају током времена кроз процес варијације, наслеђивања и селекције културних особина, што је аналогно, али не и идентично, биолошкој еволуцији. Кључна разлика је у томе што се биолошке особине преносе генетски, док се културне особине преносе социјалним учењем.

## Дефиниција и основни механизми
Културна еволуција се односи на промене у друштвено преносивим информацијама – вештинама, знањима, веровањима, вредностима, ставовима, нормама – које утичу на понашање појединаца и структуру друштва.
Основни механизми културне еволуције укључују:
- Културна трансмисија (наслеђивање): Процес преношења културних информација са једне особе на другу. Постоје три главна правца трансмисије:

Вертикална трансмисија: Са родитеља на децу.
Хоризонтална трансмисија: Између вршњака или припадника исте генерације.
Коса (дијагонална) трансмисија: Са старијих генерација које нису родитељи (нпр. учитељи, рођаци) на млађе генерације.
- Варијација: Појава нових или измењених културних особина. Варијације могу настати случајно (нпр. грешке у преношењу) или намерно (нпр. иновација, свесно стварање нових решења).
- Културна селекција: Процес у којем неке културне варијанте постају учесталије у популацији од других. Фактори који утичу на селекцију могу бити различити:
  - Природна селекција: Када одређене културне праксе пружају предност у преживљавању и репродукцији (нпр. ефикасније технике лова).
  - Психолошке склоности: Људи су склонији да усвајају идеје које су лакше за памћење, емотивно привлачније или интуитивно разумљивије.
  - Конформизам: Тенденција усвајања најчешћег понашања у групи.
  - Престижно копирање: Тенденција имитирања успешних или угледних појединаца.

## Историјски преглед теорија

### Класични еволуционизам (XIX век)
Прве теорије културне еволуције развијене су у XIX веку под утицајем просветитељства и Дарвинове теорије биолошке еволуције. Представници, као што су Луис Хенри Морган (Древно друштво) и Едвард Тајлор (Примитивна култура), заступали су унилинеарни модел културне еволуције. Они су сматрали да сва друштва пролазе кроз исте, унапред одређене фазе развоја, од "дивљаштва", преко "варварства", до "цивилизације". Ове теорије су данас углавном напуштене због свог етноцентризма и поједностављеног погледа на историју.

### Социјални дарвинизам
Социјални дарвинизам, који се често погрешно повезује са Дарвином, али је заправо утемељен на идејама Херберта Спенсера, представља покушај примене принципа "борбе за опстанак" и "преживљавања најспособнијих" на људска друштва. Овај правац је често коришћен за оправдавање колонијализма, расизма и друштвених неједнакости, због чега је у науци одбачен као псеудонаучан и идеолошки опасан.

### Мултилинеарна еволуција и неоеволуционизам (XX век)
Као реакција на унилинеарни еволуционизам, развијају се нове теорије које наглашавају да културе не прате исти пут развоја.
- Историјски партикуларизам (Франц Боас) одбацује велике еволуционе шеме и наглашава проучавање специфичних историјских путева сваке појединачне културе.
- Мултилинеарна еволуција (Џулијан Стјуард) и културна екологија тврде да се слични облици друштвене организације могу развити у сличним еколошким условима, али да постоје различити путеви еволуције.
- Неоеволуционизам (Лесли Вајт, Марвин Харис) покушава да објасни опште трендове у развоју друштава, често кроз анализу технологије, енергије и економије као покретача промена.

### Савремени приступи
Данас постоји више савремених теоријских приступа културној еволуцији:
- Теорија двоструког наслеђивања (Dual Inheritance Theory): Сматра да су људско понашање и историја производ интеракције два система наслеђивања – генетског и културног. Ова два система су повезана, али имају и сопствене механизме еволуције.[5]
- Меметика: Приступ који је популаризовао Ричард Докинс у књизи Себични ген. Он предлаже постојање "мема" – јединице културне информације (идеје, мелодије, фразе) – која се реплицира и шири од ума до ума, аналогно гену у биолошкој еволуцији.
- Примена филогенетских метода: Коришћење метода из еволуционе биологије за реконструкцију историје културних феномена, као што су језики, народне приче или материјална култура.

## Примери културне еволуције
- Технологија: Развој каменог оруђа од једноставних oblutaka до сложених сечива, или еволуција рачунара од великих машина до паметних телефона, класични су примери кумулативне културне еволуције, где се знање надограђује кроз генерације.
- Језик: Језици се мењају током времена кроз процесе који су аналогни биолошкој еволуцији (нпр. промене у изговору, граматици, вокабулару; гранање језика из заједничког претка).
- Друштвене норме и институције: Промене у брачним обрасцима, политичким системима (од племенских савеза до модерних држава), правним системима.
- Пољопривреда: Ширење пољопривреде из Блиског истока у Европу је класичан пример културне дифузије и селекције.

## Значај и критике
Проучавање културне еволуције помаже у разумевању како и зашто су се људска друштва мењала током историје. Пружа оквир за објашњење великих историјских образаца, као и разноликости култура. Међутим, концепт је и даље предмет дебате. Критике су најчешће усмерене на:
- Ризик од превеликог поједностављивања и стварања универзалних закона за комплексне историјске процесе.
- Потенцијалну злоупотребу за оправдавање друштвених неједнакости (као у случају социјалног дарвинизма).
- Тешкоће у дефинисању и мерењу "јединица" културе (нпр. мема).

Ипак, савремени приступи културној еволуцији, који су математички и емпиријски утемељени, представљају важан и продуктиван правац истраживања у друштвеним наукама.